# Стрыганцы
Стрыганцы (укр. Стриганці) — село в Нараевской сельской общине Тернопольского района Тернопольской области Украины.
До 2020 года входило в Бережанский район.
Код КОАТУУ — 6120487009. Население по переписи 2001 года составляло 502 человека.

## Географическое положение
Село Стрыганцы находится на правом берегу реки Золотая Липа,
выше по течению примыкает село Рекшин,
ниже по течению примыкает село Дверцы.

## История
- 1454 год — дата основания.

## Объекты социальной сферы
- Фельдшерско-акушерский пункт.